# Серебряный Родник
Серебряный Родник — хутор в Советском районе Кировской области в составе Мокинского сельского поселения.

## География
Находится на правом берегу Вятки на расстоянии примерно 18 километров по прямой на восток-юго-восток от районного центра города Советск.

## История
На данном месте с 1764 года был известен починок Сытин, в котором тогда учли 20 жителей. В 1873 году здесь (починок Сытин или Колпачки) было отмечено дворов 2 и жителей 18, в 1905 5 и 30 (для починков Сытин и Корсаков вместе), в 1926 (починок Карсуково, Колпачки или Сатин) 6 и 33. В 1939 году деревня Корсуково отмечалась последний раз, появившись вновь в 2010 году как хутор с нынешним названием.

## Население
| 2010 |
| ---- |
| 1    |